# Chrisney
Chrisney är en kommun (town) i Spencer County i Indiana. Vid 2010 års folkräkning hade Chrisney 481 invånare.